# Вељка Франкова
Вељка Франкова (слч. Veľká Franková) насељено је мјесто са административним статусом сеоске општине (слч. obec) у округу Кежмарок, у Прешовском крају, Словачка Република.

## Становништво
| Година:    | 1994. | 2004.   | 2014.   | 2024.   |
| ---------- | ----- | ------- | ------- | ------- |
| Број људи: | 354   | 378     | 351     | 333     |
| Разлика:   |       | +6,77 % | -7,14 % | -5,12 % |

| Година:    | 2023. | 2024.   |
| ---------- | ----- | ------- |
| Број људи: | 335   | 333     |
| Разлика:   |       | -0,59 % |

Према подацима о броју становника из 2011. године насеље је имало 350 становника.